# Закон зародкової подібності

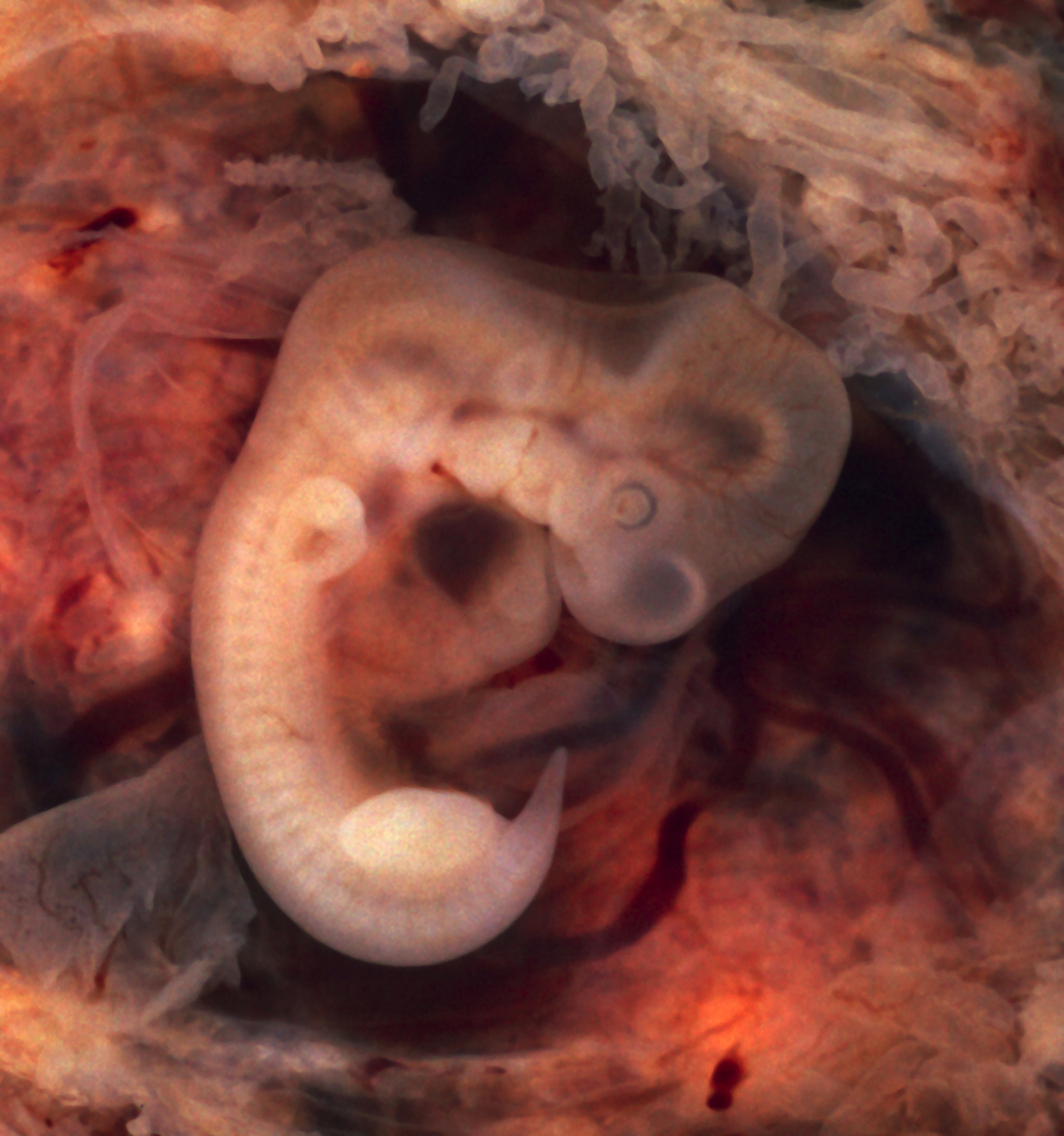
Місячний ембріон людини при позаматочній вагітності. Помітні зяброві мішки та хвіст.

Зако́н за́родкової поді́бності − емпіричне узагальнення К. М. Бера (1828): в онтогенезі усіх тварин спочатку проявляються ознаки вищих таксономічних категорій (типу, класу), в ході подальшого диференціювання розвиваються особливості ряду, родини, роду, виду та особини. У зв'язку з цією закономірністю представники різних груп організмів (наприклад, класів підтипу хребетних) на ранніх стадіях онтогенезу зазвичай мають більшу подібність між собою, ніж дорослі особини. Наприклад, в онтогенезі курки перш за все стають помітними характерні риси типу хордових, пізніше − підтипу хребетних, згодом класу птахів, ряду куроподібних тощо.
В основі дії закону зародкової подібності лежить більша життєздатність тих мутантів, у яких фенотиповий ефект мутацій проявляється на пізніших стадіях онтогенезу; мутації, які проявляються раніше, частіше приводять до порушень роботи складних кореляційних систем в організмі, який розвивається, що приводить до його загибелі. Тому онтогенез в цілому проявляє тенденцію залишатися консервативним (особливо на ранніх стадіях). Зародкова подібність різних видів є наслідком їхньої філогенетичної спорідненості та вказує на спільність походження, що вперше підкреслив Ч. Дарвін.
Істотно порушувати зародкову подібність можуть ценогенези та філембріогенези.